# أنطونيو خوسيه دي مورايس سوزا فيلهو
أنطونيو خوسيه دي مورايس سوزا فيلهو هو سياسي برازيلي، ولد في 13 فبراير 1970 في بارنايبا في البرازيل. نشط حزبياً في حزب الحركة الديمقراطية ‏. وقد انتخب عمدة.